# Râul Verdele, Bălosu
Râul Verdele este un curs de apă, afluent al râului Bălosu. 

## Hărți
- Harta Munții Vrancea  Arhivat în 9 iunie 2008, la Wayback Machine.